# Lippia dauensis
Lippia dauensis là một loài thực vật có hoa trong họ Cỏ roi ngựa. Loài này được (Chiov.) Chiov. mô tả khoa học đầu tiên năm 1932.